# 오를레앙가

오를레앙가 문장

오를레앙가(프랑스어: Maison d'Orléans)는 프랑스의 공작인 오를레앙 공 (duc d' Orléans)의 가족을 의미한다. 오를레앙 공작은 왕세자와 왕자, 혹은 국왕의 동생에 주어지는 프랑스의 공작  작위 중에서도 다른 공작 가문과 다르게 격식을 중요하게 생각했다. 공작 작위는 상속자 중에 남성이 계속되어 계승되었고, 오를레앙 가문 사람에게 계승되었지만, 국왕의 적자가 없는 경우에는 왕위 계승자라는 중요한 위치에 있었다. 왕실과 밀접하게 관련을 갖고 있었다.
오를레앙 공작의 가문의 구성은 발루아 왕가의 방계 왕족과 부르봉 왕가의 방계 왕족등이 있으며 각각에 주로 2개의 계통이 존재했지만 통상적으로는 오를레앙 가문이라고 부르는 경우에는 마지막 계통을 가리킨다.

## 같이 보기
- 필리프 1세 도를레앙 공작 - 시조
- 루이 필리프 1세 - 마지막 군주